# Џон Корбет
Џон Џозеф Корбет Млађи (енгл. John Joseph Corbett Jr.; Вилинг, 9. мај 1961) амерички је глумац и певач.

## Детињство и младост
Рођен је 9. маја 1961. године у Вилингу, у Западној Вирџинији. Одрастао је у стамбеном блоку близу реке Охајо са својом мајком и очухом, који су радили у музичком клубу његовог стрица Филипа. Одгајан је као католик, а седам година је био министрант у катедрали у свом родном граду. Отац му је одрастао у Белеру, у Охају, где је био члан Јеховиних сведока. Мајка му је била Јеврејка преко свог оца који је био Јеврејин из Русије.

## Приватни живот
Од 2002. у вези је с глумицом Бо Дерек, након што су се упознали на састанку наслепо. Венчали су се у децембру 2020. године. Живе на ранчу у Санта Инезу, у Калифорнији, са своја два немачка овчара и четири коња.

## Филмографија

### Филм
| Улоге  |                                          |               |                |          |
| Година | Српски назив                             | Изворни назив | Улога          | Напомена |
| 1993.  | Тумстоун                                 |               | Џони Барнс     |          |
| 2002.  | Моја велика мрсна православна свадба     |               | Ијан Милер     |          |
| 2007.  | Гласници                                 |               | Џон Бервел     |          |
| 2010.  | Секс и град 2                            |               | Ејдан Шо       |          |
| 2010.  | Рамона и Бизус                           |               | Роберт Квимби  |          |
| 2015.  | Дечко из комшилука                       |               | Гарет Питерсон |          |
| 2016.  | Моја велика мрсна православна свадба 2   |               | Ијан Милер     |          |
| 2018.  | Момцима које сам волела                  |               | др Ден Кови    |          |
| 2019.  | Ни звука                                 |               | Глен           |          |
| 2020.  | Момцима које сам волела: И даље те волим |               | др Ден Кови    |          |
| 2021.  | Момцима које сам волела: Увек и заувек   |               | др Ден Кови    |          |
| 2023.  | Моја велика мрсна православна свадба 3   |               | Ијан Милер     |          |

### Телевизија
| Улоге      |                                     |               |                  |            |
| Година     | Српски назив                        | Изворни назив | Улога            | Напомена   |
| 1988.      | Чудесне године                      |               | Луис             | 1 епизода  |
| 1995—1996. | Дани наших живота                   |               | начелник болнице | 4 епизоде  |
| 2000—2003. | Секс и град                         |               | Ејдан Шо         | 22 епизоде |
| 2007.      | Небо над Монтаном                   |               | Бен Макинон      | ТВ филм    |
| 2009—2011. | Уједињене Државе Таре               |               | Макс Грегсон     | 36 епизода |
| 2013.      | Морнарички истражитељи: Лос Анђелес |               | Рој Хејнс        | 2 епизоде  |